# Milizia delle Tigri
La Milizia delle Tigri (in arabo ميليشيا نمور الأحرار‎?, Mīlīshiyā Numūr al-Aḥrār, Milizia delle Libere Tigri o in arabo نمور الأحرار‎?, Numūr al-aḥrār, ossia "le Tigri dei liberali", spesso chiamata semplicemente Numūr o, al singolare, Nimr) è stata una milizia armata fondata da Camille Chamoun, associata al Partito Nazionale Liberale. Essa è stata operativa nel corso della guerra civile in Libano.

## Origini
La resistenza del Partito Nazionale Liberale nacque già nell'ottobre del 1968 per volontà del suo zaʿīm (leader) e antico presidente della Repubblica Camille Shamʿūn nella sua cittadina natale di al-Saʿādiyya, inizialmente sotto la dizione di Brigate delle Tigri libanesi – BTL (in arabo كتيبة النمور اللبنانية ‎?, Katībat al-Numūr al-Lubnāniyya) o Brigata dei Lenocini Libanesi (BLL). Forte inizialmente di 500 uomini, le BTL erano organizzate, addestrate e comandate dal "Segretario della Difesa" del PNL, Naim Berdkan. Dopo la sua morte in azione nel gennaio del 1976, a lui succedette Dany Shamʿūn (in arabo ﺩﺍﻧﻲ ﺷﻤﻌﻮﻥ‎?, Dānī Shamʿūn), il figlio più giovane di Camille Shamʿūn.
Inizialmente la milizia ebbe il suo Quartier Generale in Piazza Sodeco, nei sobborghi di Nasra (Nazareth), nel quartiere beirutino di Ashrafiyye. Nel 1978 il QG fu però trasferito a Safra, una spiaggia con porto turistico a circa 25 km a nord della capitale libanese, nel Distretto di Kisrawan, rimanendovi fino al suo scioglimento.

## Struttura e organizzazione
Sotto il comando di Dany Shamʿūn, le Tigri divennero nel 1978 il secondo gruppo armato cristiano più consistente del Fronte Libanese, e sebbene gli Shamʿūn non abbiano mai raggiunto con le loro forze lo stesso livello di efficienza organizzativa espresso dalle rivali Katāʾeb, essi furono comunque in grado di dispiegare 3.500 tra uomini e donne (alcune fonti parlano di un totale di 4.000 unità), ivi incluse reclute civili e disertori delle forze armate regolari libanesi. I loro 500 combattenti a tempo pieno e i 3.000 riservisti part-time furono organizzati in unità blindate, di commando, di fanteria, di artiglieria, di trasmissione, in unità sanitarie, di logistica e di polizia militare. 
La catena di comando delle Tigri era in mani prevalentemente maronite, ma nell'organizzazione erano presenti anche greco-ortodossi libanesi, Drusi libanesi e sciiti libanesi militanti del PNL, addestrati anche clandestinamente, a partire dal 1966, nelle località di al-Naʿṣ (in arabo النعص‎?), nel Distretto di al-Matn, al-Saʿdiyyāt (in arabo ﺍﻟﺴﻌﺪيات‎?), nell'enclave della Regione costiera dell'Iqlīm al-Kharrūb, a sud di Beirut e ad Admā (in arabo أدْما و الدّفنة‎?), nelle montagne settentrionali libanesi (Distretto di Kisrawan).
Le milizie del PNL operarono a Beirut-Est, nell'area di Byblos (Jubayl), nel Distretto di al-Matn e nel Distretto di Kisrawan e a Tripoli,ma mantennero anche una loro presenza a Zahlé, nella Valle della Beqāʿ, a sud dell'Iqlīm al-Kharrūb, nel Distretto di Aley e nel Jabal ʿĀmil, dove i loro militanti locali - dopo essersi uniti con altre formazioni cristiane, sciite e druse – svolsero un ruolo-chiave nella creazione il 21 ottobre 1976 dell'informale "Esercito per la difesa del Sud Libano" o EDSL (in lingua francese: Armée de Défense du Liban-Sud o ADLS), sostenuto da Israele, diventato poi noto come Esercito del Libano Libero (ELL), predecessore dell'Esercito del Libano del Sud (ELS).

## Armamento ed equipaggiamento
Le Tigri ricevettero segretamente sostegno non solo dall'Esercito libanese nel periodo precedente allo scoppio della guerra civile, ma anche dagli USA, Iran, Giordania ed Egitto fino al 1973, imitati da Israele e Siria nel 1976–77, che le approvvigionarono di armi ed equipaggiamento pesante. Inoltre, il collasso delle Forze armate libanesi (FAL) e delle Forze di Sicurezza Interne (FSI) (in arabo المديرية العامة لقوى الأمن الداخلي‎?, al-Mudīriyya al-ʿāmma li-Quwwat al-Amn al-Dākhilī nel gennaio 1976, unitamente all'influenza massiccia militare israeliana, consentì alle Tigri di dotarsi di moderne armi leggere, raffinati apparati mobili, e veicoli militari prelevati direttamente dai depositi delle FAL e del FSI, o ricevuti direttamente da Israele. Altro armamento ed equipaggiamento militare fu acquisito sul mercato nero internazionale delle armi.

### Armi leggere
I miliziani fruirono dapprima di una certa varietà di armi leggere, inclusi Mauser Karabiner 98k, Lee-Enfield e MAS 36, fucili a ripetizione Carl Gustaf m/45, MAT-49 e PPSh-41 Ebbero anche fucili mitragliatori M2 e carabine SIG SG 543e, MAS-49, M1 Garand (o la sua copia italiana Beretta Model 1952), Vz. 52, SKS, Beretta BM 59 e M14 fucili semiautomatici Heckler & Koch G3, FN FAL (inclusi le varianti "alleggerite" di quest'arma, di produzione israeliana, ROMAT), M16A1, SIG SG 542, Vz. 58, AK-47 e fucili d'assalto AKM (o altre varianti comprendevano lo Zastava M70, il cinese Type 56, la rumena Pistol Mitralieră model 1963/1965, il bulgaro AKK/AKKS e successivi fucili d'assalto della Germania Est, come l'MPi-KMS-72). 

## Attività illegali e controversie
Il finanziamento della Milizia delle Tigri fu inizialmente garantito dal patrimonio personale di Shamʿūn e dai taglieggiamenti imposti nelle aree sotto il loro controllo, sebbene essa ricevesse altri finanziamenti di diversa provenienza. Paesi conservatori come la Giordania assicurarono fondi, armi, munizionamento, addestramento e altro sostegno non militare. Gran parte di tutto ciò giunse attraverso i porti illegali di Tabariya e Ḍubayh (Dbayeh), entrambi a nord di Beirut, nel Distretto di Kisrawan, istituito ai primi del 1976 e amministrato da Joseph Abboud, in precedenza autista personale e compagno di caccia di Camille Shamʿūn, che contrabbandò illegalmente droghe e armi, sotto la protezione della Milizia delle Tigri, fino al 1980, quando il cosiddetto Esercito del Libano Libero – ELL (in arabo جيش لبنان الحر‎?, Jaysh Lubnān al-Ḥurr) pose i porti sotto il proprio controllo.
 
I comandi delle Tigri dettero alle stampe un loro organo ufficiale Le battaglie (in arabo ﻣﻌﺎﺮﻙ‎?, Maʿārik), ma non disposero mai di emittenti radio e televisive.
Combattenti feroci, con una reputazione di aggressività, scatenarono spesso le ostilità con la parte avversa, mettendo in evidenza una spiccata mancanza di disciplina e di moderazione, le Tigri furono coinvolte nel Massacro di Karantina, ad al-Masklah e nell'assedio e successivo massacro di Tell al-Zaʿtar a Beirut-Est e di Dbayeh, alleate con l'Esercito del Libano Libero, il Tanẓīm, le Katāʾeb, il Movimento Giovanile Libanese e i Guardiani del Cedro.
Verso la fine degli anni Settanta, tuttavia, le rivalità all'interno della coalizione del Fronte Libanese guastarono le relazioni tra le Tigri e i loro alleati cristiani, producendo violenti combattimenti coi Falangisti e i Guardiani del Cedro. Le Tigri si scontrarono ancora con queste due formazioni nel maggio del 1979 per il controllo dei quartieri beirutini di Furn al-Shubbak e di ʿAyn al-Rummāneh, e della cittadina di Akoura (in arabo العاقورة‎?, al-ʿĀqūra), nel Distretto di Jbeil.

## LeTigrinella guerra civile libanese

### Prima fase espansiva 1975–1977
All'esplodere della guerra civile nell'aprile del 1975, le Tigri impegnarono immediatamente in combattimento le milizie del Movimento Nazionale Libanese di sinistra e i loro alleati palestinesi dell'OLP a Beirut e nelle sue vicinanze. Nell'ottobre 1975 si affiancarono ai loro alleati falangisti contro gli al-Murābiṭūn e altre formazioni di orientamento nasseriano per il controllo degli Hotel nell'omonimo distretto del centro cittadino.
Nel gennaio 1976 il collasso delle Forze armate libanesi (FAL) consentì alle Tigri d'impadronirsi delle caserme dell'Esercito e dei suoi depositi collocati nei distretti di Ashrāfiyyeh, 'Ayn el-Rummaneh, Hadath, Baʿabda e Hazmiyeh, a Beirut-Est, permettendo loro d'impadronirsi di armamento pesante e di arruolare disertori. Le Tigri si unirono poi, nel marzo di quell'anno, alle altre forze cristiane conservatrici del Fronte Libanese nella difesa del Monte Libano e del distretto di Aley contro lo schieramento progressista libano-palestinese nella cosiddetta "Offensiva di primavera". Durante la cosiddetta Guerra dei cento giorni nel febbraio del 1978 le Tigri difesero strenuamente Ashrafiyyeh e Fayadieh, sostenendo l'Esercito del Libano Libero – ELL contro l'esercito siriano.

### Sconfitte e declino 1978–1980
Il coinvolgimento delle Tigri in queste campagne para-militari, tuttavia, comportò la perdita dell'Iqlim al-Kharrub, acquisito dall'alleanza costituita dal Movimento Nazionale Libanese - MNL - e l'OLP, appoggiate da unità dell'Esercito di Liberazione della Palestina il 20–22 gennaio 1976, che la milizia cristiana non riuscì a impedire, malgrado il sostegno di truppe delle Forze di Sicurezza Interne e delle Forze armate libanesi. La caduta di questa importante roccaforte costituì una grave perdita per il Partito dei Liberi Libanesi e per le Tigri (aggravata dalla morte in combattimento del comandante di queste ultime, Naim Berdkan), che privò entrambe della principale area di reclutamento e delle infrastrutture di addestramento dei miliziani, innanzi tutto del campo di al-Saadiyat, e delle cittadine portuali di Damour e Jiyeh.
Le relazioni fra il Partito dei Liberi Libanesi e il comando militare delle Tigri si guastarono allorché il primo, guidato da Camille Shamʿūn, appoggiò l'occupazione militare siriana del Libano nel giugno di quell'anno, mentre il secondo (comandato dal figlio dell'ex-Presidente del Libano, Dany Shamʿūn), si opponeva ad essa. Temendo che il suo partito perdesse il controllo del suo braccio armato, Camille Shamʿūn permise tacitamente ai suoi rivali politici delle Falangi Libanesi di assorbire le Tigri nella nuova organizzazione armata delle Forze Libanesi, guidate da Bashir Gemayel. Il rifiuto inflessibile di Dany di acconsentire all'assorbimento delle Tigri nelle Forze Libanesi, portò a un assalto falangista contro il QG delle Tigri a Ṣafrā il 7 luglio 1980, che portò al cosiddetto Massacro di Ṣafrā, che costò la vita a 500 combattenti, civili e 80 degli uomini di Dany (altre fonti parlano di 150 morti tra le Tigri.
Mentre il loro leader Dany fu costretto all'esilio, dapprima nella stessa Siria e poi in Europa, dopo aver trasmesso il comando dei combattenti al fratello maggiore Dory Shamʿūn, la milizia fu disciolta ufficialmente per ordine di Camille a fine agosto. Subito i Falangisti assunsero il controllo pressoché totale delle postazioni delle Tigri alla periferia di Beirut-Est, inclusi i vitali campi di addestramento di al-Naʿṣ e Admā. I rimanenti 3 000 miliziani circa consegnarono il loro armamento alle Forze armate libanesi o alle Forze Libanesi e rientrarono nelle loro abitazioni civili o si radunarono a fine ottobre nella cosiddetta Brigata Damouri delle Forze Libanesi.

### Rinascita e scioglimento 1983–1990
L'intervento di Israele in Libano del giugno del 1982, accompagnato dalla morte del leader delle Forze Libanesi Bashir Gemayel nel settembre di quello stesso anno, provocò il riaffacciarsi del Partito Nazionale Liberale sulla scena politica, anche se gli sforzi di Camille Shamʿūn di far rinascere la Milizia delle Tigri nel 1983–84 ebbe minor successo. 

### Altre fonti
- (EN)  Chris McNab, Soviet Submachine Guns of World War II: PPD-40, PPSh-41 and PPS, Weapon series 33, Oxford, Osprey Publishing Ltd,  2014 ISBN 9781782007944
- (EN)  Gordon L. Rottman, US Grenade Launchers – M79, M203, and M320, Weapon series 57, Oxford, Osprey Publishing Ltd, 2017 ISBN 978 1 4728 1952 9
- (EN)  Leroy Thompson, The G3 Battle Rifle, Weapon series 68, Oxford, Osprey Publishing Ltd, 2019 ISBN 9781472828620.
- (FR)  Jean Huon, Un Siècle d'Armement Mondial: Armes à feu d'infanterie de petit calibre, tome 4, Chaumont, Crépin-Leblond éditions, 1981
- (EN)  Moustafa El-Assad, Civil Wars Volume 1: The Gun Trucks, Sidone, Blue Steel books, 2008 ISBN 978-9953-0-1256-8
- (EN)  Samer Kassis, 30 Years of Military Vehicles in Lebanon, Beirut, Elite Group, 2003 ISBN 9953-0-0705-5
- (FR)  Samer Kassis, Véhicules Militaires au Liban/Military Vehicles in Lebanon 1975-1981, Chyah, Trebia Publishing, 2012 ISBN 978-9953-0-2372-4
- (EN)  William W. Harris, Faces of Lebanon: Sects, Wars, and Global Extensions, Princeton Series on the Middle East, Markus Wiener Publishers, 1997 ISBN 978-1558761155
- (EN)  Zachary Sex & Bassel Abi-Chahine, Modern Conflicts 2: The Lebanese Civil War, from 1975 to 1991 and Beyond, Modern Conflicts Profile Guide Volume II, AK Interactive, 2021. ISBN 8435568306073